# Ronde van Frankrijk 2025/Derde etappe
De derde etappe van de Ronde van Frankrijk 2025 werd verreden op 7 juli. De Belg Tim Merlier won na een door valpartijen ontsierde sprint van de Italiaan Jonathan Milan.

## Parcours
De etappe startte in Valenciennes. De tussensprint lag na 118,2 kilometer in Isbergues. Na 147,4 kilometer moest, net als in de eerste etappe, de Kasselberg (vierde categorie) worden beklommen. Na 178,3 over grotendeels vlakke wegen lag de finish in Duinkerke.

## Koersverloop
Vooraf werd de etappe gezien als een voor de sprinters, en dat bleek ook toen er niemand in de aanval wilde gaan. Het peloton reed als één groep naar Isbergues, waar de tussensprint was. Hier kwam Bryan Coquard in contact met Laurenz Rex, waardoor Coquard naar links schoot en Jasper Philipsen hard ten val kwam. Philipsen moest uit de Ronde van Frankrijk stappen, met een gebroken sleutelbeen en rib. Coquard kreeg na de etappe een gele kaart van de UCI voor deze actie. De tussensprint werd gewonnen door de Italiaan Jonathan Milan. 
Op weg naar het enige klimmetje van de dag, de Kasselberg, trok de Belg Tim Wellens in zijn eentje ten aanval, om de bergtrui over te nemen van ploeggenoot Tadej Pogačar. De rest van het peloton liet hem gaan en pakte hem een aantal kilometer na de Kasselberg weer terug. De laatste 10 km van de etappe verliepen chaotisch, met een eerste valpartij als gevolg op drie kilometer van de finish. Voornaamste slachtoffers waren de Belgen Remco Evenepoel en Jordi Meeus, zonder tijdverlies omdat het in de laatste 5 km gebeurde. Het parcours van de laatste kilometers was aan de gevaarlijke kant en dit kwam aan het licht door nog een valpartij in de laatste kilometer. Hier kwamen onder andere Arnaud De Lie, Davide Ballerini en Bryan Coquard ten val. Tim Merlier en Jonathan Milan ontweken de val en uiteindelijk kon Merlier met een uiterste jump de etappe met een bandbreedte voorsprong winnen van Milan. Phil Bauhaus werd derde. De Nederlander Danny van Poppel werd achtste, maar werd teruggezet in de uitslag en kreeg een gele kaart voor gevaarlijk gedrag, evenals Ballerini.
Omdat geen enkele renner probeerde aan te vallen, besloot de jury geen prijs van de strijdlust uit te reiken.

### Tussenpunten
| Type                | Locatie     | KM    | Eerste         | Tweede       | Derde        |
| ------------------- | ----------- | ----- | -------------- | ------------ | ------------ |
| Tussensprint        | Isbergues   | 118,2 | Jonathan Milan | Paul Penhoët | Kaden Groves |
| Bergsprint (Cat. 4) | Mont Cassel | 147,4 | Tim Wellens    |              |              |

## Uitslag etappe
| Valenciennes – Duinkerke (178,3 km) |                   |                     |          |
| Plaats                              | Naam              | Ploeg               | Tijd     |
| Winnaar                             | Tim Merlier       | Soudal Quick-Step   | 4u16'55" |
| 2                                   | Jonathan Milan    | Lidl-Trek           | z.t.     |
| 3                                   | Phil Bauhaus      | Bahrain Victorious  | z.t.     |
| 4                                   | Søren Wærenskjold | Uno-X Mobility      | z.t.     |
| 5                                   | Pavel Bittner     | Picnic PostNL       | z.t.     |
| 6                                   | Biniam Girmay     | Intermarché-Wanty   | z.t.     |
| 7                                   | Kaden Groves      | Alpecin-Deceuninck  | z.t.     |
| 8                                   | Pascal Ackermann  | Israel-Premier Tech | z.t.     |
| 9                                   | Amaury Capiot     | Arkéa-B&B Hotels    | z.t.     |
| 10                                  | Alberto Dainese   | Tudor               | z.t.     |
|                                     |                   |                     |          |
| 13                                  | Dylan Groenewegen | Jayco AlUla         | z.t.     |

## Klassementen

### Algemeen klassement
| Plaats    | Naam                 | Ploeg                 | Tijd      |
| --------- | -------------------- | --------------------- | --------- |
| Gele trui | Mathieu van der Poel | Alpecin-Deceuninck    | 12u55'37" |
| 2         | Tadej Pogačar        | UAE Team Emirates-XRG | + 4"      |
| 3         | Jonas Vingegaard     | Visma \| Lease a Bike | + 6"      |
| 4         | Kévin Vauquelin      | Arkéa-B&B Hotels      | + 10"     |
| 5         | Matteo Jorgenson     | Visma \| Lease a Bike | z.t.      |
| 6         | Enric Mas            | Movistar              | z.t.      |
| 7         | Joseph Blackmore     | Israel-Premier Tech   | + 41"     |
| 8         | Tobias Johannessen   | Uno-X Mobility        | z.t.      |
| 9         | Ben O'Connor         | Jayco AlUla           | z.t.      |
| 10        | Emanuel Buchmann     | Cofidis               | + 49"     |
|           |                      |                       |           |
| 17        | Jenno Berckmoes      | Lotto                 | z.t.      |

### Puntenklassement
| Plaats      | Naam                 | Ploeg                 | Punten |
| ----------- | -------------------- | --------------------- | ------ |
| Groene trui | Jonathan Milan       | Lidl-Trek             | 81     |
| 2           | Biniam Girmay        | Intermarché-Wanty     | 77     |
| 3           | Tim Merlier          | Soudal Quick-Step     | 63     |
| 4           | Mathieu van der Poel | Alpecin-Deceuninck    | 50     |
| 5           | Anthony Turgis       | TotalEnergies         | 49     |
| 6           | Søren Wærenskjold    | Uno-X Mobility        | 46     |
| 7           | Paul Penhoët         | Groupama-FDJ          | 43     |
| 8           | Tadej Pogačar        | UAE Team Emirates-XRG | 30     |
| 9           | Kaden Groves         | Alpecin-Deceuninck    | 27     |
| 10          | Jevgeni Fjodorov     | XDS Astana Team       | 20     |

### Bergklassement
| Plaats        | Naam               | Ploeg                 | Punten |
| ------------- | ------------------ | --------------------- | ------ |
| Bolletjestrui | Tim Wellens        | UAE Team Emirates-XRG | 3      |
| 2             | Tadej Pogačar      | UAE Team Emirates-XRG | 3      |
| 3             | Benjamin Thomas    | Cofidis               | 2      |
| 4             | Jonas Vingegaard   | Visma \| Lease a Bike | 2      |
| 5             | Kévin Vauquelin    | Arkéa-B&B Hotels      | 1      |
| 6             | Andreas Leknessund | Uno-X Mobility        | 1      |

### Jongerenklassement
| Plaats     | Naam                | Ploeg                   | Tijd     |
| ---------- | ------------------- | ----------------------- | -------- |
| Witte trui | Kévin Vauquelin     | Arkéa-B&B Hotels        | 8u38'52" |
| 2          | Joseph Blackmore    | Israel-Premier Tech     | + 31"    |
| 3          | Oscar Onley         | Picnic PostNL           | + 39"    |
| 4          | Jenno Berckmoes     | Lotto                   | z.t.     |
| 5          | Mattias Skjelmose   | Lidl-Trek               | z.t.     |
| 6          | Remco Evenepoel     | Soudal Quick-Step       | z.t.     |
| 7          | Florian Lipowitz    | Red Bull-BORA-hansgrohe | z.t.     |
| 8          | Carlos Rodríguez    | INEOS Grenadiers        | + 1'10"  |
| 9          | Samuel Watson       | INEOS Grenadiers        | + 1'29"  |
| 10         | Ben Healy           | EF Education-EasyPost   | + 2'08"  |
|            |                     |                         |          |
| 24         | Frank van den Broek | Picnic PostNL           | + 8'01"  |

### Ploegenklassement
| Plaats | Ploeg                      | Tijd      |
| ------ | -------------------------- | --------- |
|        | Groupama-FDJ               | 38u47'21" |
| 2      | Team Visma \| Lease a Bike | + 31"     |
| 3      | Alpecin-Deceuninck         | + 2'00"   |
| 4      | UAE Team Emirates-XRG      | + 2'08"   |
| 5      | Arkéa-B&B Hotels           | + 2'20"   |

## Uitvaller
- Jasper Philipsen (Alpecin-Deceuninck): Bij de tussensprint kwam groenetruidrager Philipsen ten val, waarbij hij een sleutelbeen en een rib brak.[7]

1e etappe ·
2e etappe ·
3e etappe ·
4e etappe ·
5e etappe ·
6e etappe ·
7e etappe ·
8e etappe ·
9e etappe ·
10e etappe ·
11e etappe ·
12e etappe ·
13e etappe ·
14e etappe ·
15e etappe ·
16e etappe ·
17e etappe ·
18e etappe ·
19e etappe ·
20e etappe ·
21e etappe
Startlijst · Eindstanden · Afbeeldingen